# Мечеть Сулеймана-паши
Мечеть Сулеймана-паши (алб. Xhamia e Sulejman Pashës) — старейшая мечеть Тираны, построенная в 1614 году и снесённая коммунистами в 1967 году.
Город Тирана впервые упоминается в источниках в XV веке как небольшое поселение. В 1614 году Сулейман-паша Барджини возвел там мечеть, построил турецкие бани, пекарню и несколько магазинов. Этот момент считается временем основания города. Мечеть, получившая имя Сулеймана Паши, считалась старейшей мечетью Албании. Сам Сулейман Паша был похоронен рядом с мечетью.. Мечеть была сильно повреждена во время Второй Мировой войны, однако здание было разрушено уже при коммунистическом режиме Энвера Ходжи в 1967 году. На месте мечети сооружен памятник Неизвестному солдату.